# Ernest Capendu
Ernest Capendu, eigentlich François-Pierre-Ernest Capendu (* 30. November 1825 in Paris; † 19. Mai 1868 ebenda) war ein französischer Schriftsteller.

## Leben
Capendu stammte aus einer wohlhabenden Familie und wurde durch Hauslehrer erzogen. Als nach der Februarrevolution 1848 in Paris eine Choleraepidemie ausbrach, verließ Capendu zusammen mit seiner Familie die Stadt und ließ sich in Marseille nieder; später lebte er für einige Zeit in Oran (Algerien).
Von dort aus unternahm Capendu ausgedehnte Reisen nach (und durch) Algerien, Marokko und Syrien. Erlebnisse dieser Reisen fanden sich dann auch immer wieder in seinen Romanen.
Auf Wunsch seiner Verleger kehrte Capendu um 1855 nach Frankreich zurück und ließ sich wieder in Paris nieder. 1858 heiratete er Adelaïde-Pierrette Dorenlotte, die aber ein Jahr später starb. Kurz darauf heiratete Capendu in zweiter Ehe Lucile Delaville; beide Ehen blieben kinderlos.
Am 19. Mai 1868 starb Ernest Capendu in Paris und fand auf dem Friedhof Père-Lachaise (Division 12) seine letzte Ruhestätte.

## Rezeption
Capendu war u. a. ein Zeitgenosse von Alexandre Dumas, Paul Feval und Pierre de Ponson de Terrail (1829–1871). Seine Romane verfasste er allein, seine Theaterstücke entstanden immer in Zusammenarbeit mit Kollegen, wie Théodore Barrière oder Xavier de Montépin (1823–1902).
Viele seiner Romane erschienen erst als Fortsetzungsromane in Zeitungen bzw. Zeitschriften. Für die spätere Veröffentlichung als Buch überarbeitete Capendu manchmal auch seine Texte.

## Werke
Erzählungen
- La popote. Souvenirs militaires d'Oran. Amyot, Paris 1865.

Romane
- Marcof, le Malouin. Livres généraux, Paris 2010, ISBN 978-1-153-63944-6 (EA Paris 1859)
- Surcouf. Cadot, Paris 1859 (2 Bde.)
- Les rascals. Cadot, Paris 1860 (2 Bde.)
- Les colonnes d'Hercule. Cadot, Paris 1860.
- Le roi des gabiers. Cadot, Paris 1862.[1]
- L'homme rouge. Potter, Paris 1862 (5 Bde.)
- Les mystères du Mont-de-Piété. Cadot, Paris 1861 (9 Bde.)
- Les enfants de Bazoche. Dentu, Paris 1864 (6 Bde.)

Theaterstücke
- zusammen mit Théodore Barrière: Les faux bonshommes. Comédie en quatre actes. Calman-Lévy, Paris 1889.
  - deutsch: Gemüthsmenschen. Komödie in vier Akten. Entsch, Berlin 1894.
  - deutsch: Biedermann und Consorten. Lustspiel in vier Akten. Hayn, Berlin 1895.
- zusammen mit Théodore Barrière: Les fausses bonnes femmes. Comédie en cinq actes. Lévy, Paris 1858.
- zusammen mit Théodore Barrière: L'Héritage de monsieur Plumet. Comédie en quatre actes. Librairie théâtrale, Paris 1858.
- zusammen mit Xavier de Montépin: Les coups d'épingle. Comédie en trois actes. Degorce-Cadot, Paris 1863.